# Notitia provinciarum et civitatum Africae
La Notitia provinciarum et civitatum Africae est le titre conventionnel d'un manuscrit du IXe siècle, conservé à la bibliothèque de Laon (Aisne, Hauts-de-France, France), par un codex, le codex Laudunensis 113, à la suite d'une partie de l'œuvre de Victor de Vita.
Elle se présente, dans son introduction, comme la liste des évêques catholiques qui participèrent à la conférence contradictoire avec l'Église arienne convoquée par Hunéric, roi des Vandales et des Alains d'Afrique.
Elle recense, pour les cinq provinces de Proconsulaire, Numidie, Byzacène, Maurétanie Césarienne, Maurétanie Sitifienne et Tripolitaine ainsi que pour la Sardaigne et d'autres îles, un total de quatre cent soixante-et-un  noms d'évêques, accompagnés du nom de leur diocèse. Elle recense, d'autre part, quatorze diocèses vacants, huit en Byzacène et six en Maurétanie césarienne.

## Titres alternatifs

### En latin
Notitia provinciarum et civitatum Africae est le titre conventionnel long, en latin, de la Notitia.
Son titre conventionnel court est Notitia Africae, abrégé en NA. Notitia africana a aussi été usité, par exemple, par Thierry Ruinart, dans son édition de l'Historia persecutionis vandalicae de Victor de Vita, parue à Paris, en 1694.

### En français
Dans l'Encyclopédie ou Dictionnaire raisonné des sciences, des arts et des métiers, la Notitia est citée comme notice épiscopale d'Afrique ou notice des évêques d'Afrique.
Registre des provinces et cités d'Afrique est le titre courant de la Notitia.

## Auteur
L'auteur de la Notitia est inconnu. Celle-ci ayant longtemps été attribuée, à tort, à Victor de Vita, son auteur est désigné, par convention, comme le Pseudo-Victor de Vita.

## Contenu
La Notitia présente l'organisation de l'Église catholique en Afrique du Nord à la fin du Ve siècle.
Elle comprend un incipit et un explicit entre lesquels figurent des noms d'évêques classés en sept provinces.

### L'incipit et l'explicit
D'après son incipit, la Notitia serait la liste nominative des évêques catholiques (nomina episcorum catholicorum) ayant participé à la conférence tenue à Carthage, le 1er février 484, convoquée par Hunéric le 20 mai 483.
La conférence est connue comme le pseudo-concile de Carthage.
L'expression nomina episcorum catholicorum mérite d'être explicitée. La question de savoir si les personnes nommées dans la Notitia étaient toutes évêques est discutée. Des noms sont parfois suivis de prbt qui, selon certains historiens, serait une abréviation de presbyter, prêtre. Les évêques y sont nommés par leur nom de baptême suivi du nom de leur diocèse. Les diocèses sont nommés par un adjectif formé du nom de leur siège suivi du suffixe adjectival -ensis ou -anus.
L'explicit, qui suit les listes nominatives et clôt la Notitia, se présente comme un résumé qui récapitule le nombre total des évêques recensés, le nombre de ceux qui périrent (perierunt), de ceux qui restèrent en vie (permanserunt) et, parmi ces derniers, le nombre de ceux qui furent relégués (relegati), en Corse ou non, et de ceux qui s'enfuirent (fugerunt).

### Les listes provinciales
La Notitia recense quatre cent quatre-vingt-trois diocèses qu'elle classe en sept provinces, à savoir : la Proconsulaire, la Numidie, la Byzacène, la Maurétanie césarienne, la Maurétanie sétifienne, la Tripolitaine et la Sardaigne. Les cinq premières provinces portent le nom des cinq provinces de l'ancien diocèse civil d'Afrique. Elle ignore la Maurétanie tingitane qui, dans l'Empire romain d'Occident, relevait du diocèse d'Hispanie.

#### L'ordre des provinces
L'ordre des listes semble suivre l'ordre chronologique de la création des primaties. La première liste est celle de la Proconsulaire résiduelle — ou Zeugitane — qui comprend le diocèse de Carthage dont l'évêque est le primat d'Afrique. La deuxième liste est celle de la Numidie dont le premier primat, Secundus de Tigisi, est attesté en 305. La troisième liste est celle de la Byzacène qui jouit d'un primat depuis le milieu du IVe siècle. La quatrième liste est celle de la Maurétanie Césarienne dont le siège primatial pourrait remonter au IVe siècle et dont les actes du concile de Carthage du 13 juin 407 mentionnent le nom du primat. La cinquième liste est celle de la Maurétanie Sitifienne dont l'érection en province ecclésiastique distincte de la Numidie avait été décidée au concile général d'Afrique tenu à Hippone, le 8 octobre 393. La sixième liste est celle de la Tripolitaine qui ne semble pas avoir eu de primat.

#### Le cas de la Sardaigne
La septième liste épiscopale de la Notitia est celle de la Sardaigne qui, dans l'Empire romain d'Occident, était une province relevant de l'Italie suburbicaire et du diocèse d'Italie.  La Sardaigne n'est pas présentée comme une province mais comme une île. La liste contient les noms des évêques de Majorque et de Minorque, dans les îles Baléares.
La province proconsulaire compte cinquante-quatre diocèses ; la Numidie, cent vingt-trois ; la Byzacène, cent quinze ; la Maurétanie césarienne, cent vingt-trois ; la Maurétanie sétifienne, quarante-trois ; la Tripolitaine, cinq ; et la Sardaigne, huit.
La Notitia précise, à côté du nom de certains évêques, souvent sous une forme abrégée, leur sort à la suite des persécutions : exil, décès ou fuite. L'exil est signalé par la mention in exil. ou par l'indication du lieu de relégation, par exemple, (Turris) Tamalleni pour Eugène de Carthage. D'après Courtois, le décès est signalé par la mention Prbt.

## Nature
La nature de la Notitia est discutée.
Selon Christian Courtois, la Notitia serait postérieure à la conférence de Carthage. Il s'agirait d'un sorte d'état de l'Église catholique en Afrique, antérieur à la conférence, simplement mis à jour, en 484, à partir de la liste des évêques nicéens ayant participé au colloque et sur lequel furent consignées les informations incomplètes qui parvenaient à Carthage sur le sort des exilés. À partir de la mention de l'exil à Turris Tamalleni d'Eugène de Carthage, Christian Courtois établit que la Notitia n'a pas été remaniée après 487, puisque cet évêque fut autorisé, à cette date, à regagner son diocèse.

## Manuscrits

### Le manuscrit conservé: lecodex Laudunensis113(Laon, Bibl. mun., ms 113)
La Notitia est contenue dans un codex (Laon, Bibl. mun., ms 113) décrit, dès 1849, par Félix Ravaison, puis, en 1909, par Germain Morin. Il consiste en un I + 89 folia de 270 x 209 millimètres. Il est écrit en minuscule caroline. Les titres et les premiers mots des incipit et des explicits sont le plus souvent en onciales rouges. La Notitia est contenue dans les f. 24v à f. 33v.

### Le manuscrit perdu: lefragmentum Victorisducodex Halleri
Il existait un second manuscrit de la Notitia : le codex Halleri. Son existence est attestée par Abraham Ortelius qui l'utilisa pour son Thesaurus geographicus paru à Anvers, en 1596. Le codex Halleri était la propriété des Haller von Hallerstein, une famille patricienne de Nuremberg. Ludwig Haller von Hallerstein, ami de d'Ortellius, permit à celui-ci de consulter le codex.

## Éditions

### Édition princeps
L'édition princeps de la Notitia est l'œuvre de Jacques Sirmond. Elle est contenue dans l'Opuscula dogmatica veterum quinque scriptorum, imprimé par Sébastien Cramoisy.

### Éditions de références

#### Éditions latines
Les deux éditions latines de références de la Notitia sont les suivantes :
- Karl Felix Halm (de), dans Monumenta Germaniae Historica (MGH), Auctores antiquissimi (AA), t. III, 1 : Victoris Vitensis Historia persecutionis Africanae provinciae sub Geiserico et Hunirico regibus Wandalorum, Berlin, pp. 62-71 ;
- Michael Petschenig (de), dans Corpus Scriptorum Ecclesiasticorum Latinorum (CSEL), t. VII, Vienne, 1881, pp. 117-134.

#### Édition bilingue latin-français
L'édition bilingue, latin-français, de la Notitia est la suivante :
- Victor de Vita, Histoire de la persécution vandale en Afrique : Suivi de La passion des sept martyrs [et du] Registre des provinces et des cités d'Afrique, textes établis, traduits et commentés par Serge Lancel, Paris, Les Belles Lettres, Collection des universités de France (CUF), Série latine, 2002.